# The Ghosts of Versailles
The Ghosts of Versailles är en opera i två akter med musik av John Corigliano och libretto av William M. Hoffman. Svensk titel borde vara Spökena i Versailles, men vid utsändning i SVT behöll man verkets originaltitel.

## Historia
Operan beställdes 1980 av Metropolitan Opera med anledning av operahusets 100-årsjubileum och avsedd att ha premiär 1983. Det tog dock sju år för Corigliano och Hoffman att slutföra verket. Premiären blev istället den 19 december 1991. James Levine dirigerade och sångarna var bland andra Teresa Stratas, Håkan Hagegård, Renée Fleming, Graham Clark och Marilyn Horne. The Ghosts of Versailles var den första urpremiären på Metropolitanscenen sedan Samuel Barbers opera Antony and Cleopatra 1966.
Operan är löst baserad på Beaumarchais La Mère coupable, den tredje och minst spelade i hans Figaro-trilogi (den tonsattes av Darius Milhaud 1965). Dess dramatiska energi härrör sig från en serie överlappningar mellan två centrala grupper av personer: spökena av Marie-Antoinette och hennes hov, och de reinkarnerade karaktärerna av operan-inom-operan. Corigliano ville skriva ett verk som kunde ses som en "musikalisk brygga" mellan Mozarts värld och samtiden. 
Coriglianos musik förstärker både de två gruppernas självständighet och deras samverkan. I ett verk vars centrala del är hyllning till historien är det högst lämpligt att Corigliano har infogat en del musikaliska referenser. Han lånar musik inte bara från Mozarts och Rossinis operor, utan även från Verdi, Puccini och Richard Strauss, samt vissa drag av Stravinskijs neoklassicism. Wagners musikdramer är en ständigt måltavla för parodi men trots det är Coriglianos ton lätt och lättsamt vitsig.
Operan ingår inte i "standardrepertoaren" men finns tillgänglig som inspelning (CD och Video).

## Personer
- Louis XVI (bas)
- Marie-Antoinette (sopran)
- Beaumarchais (baryton)
- Greve Almaviva (tenor)
- Rosina, grevinnan Almaviva (sopran)
- Cherubino (mezzosopran)
- Léon, oäkta son till grevinnan Almaviva (med Cherubino) (tenor)
- Florestine, oäkta dotter till greve Almaviva (sopran)
- Figaro (baryton)
- Susanna, Figaros fru (mezzosopran)
- Bérgearss, revolutionär (tenor)
- Samira, turkisk sångerska (mezzosopran)
- Suleyman Pascha, turkisk ambassadör (bas)
- Damen med hatt (mezzosopran)
- Joseph (baryton)
- Wilhelm (talroll)
- Markisen (tenor)
- Engelske ambassadören (bas)

## Handling

### Akt I
Det franska hovet har det tråkigt, därför försöker spöket Beaumarchais att ordna en liten teaterföreställning. Denna opera-inom-operan börjar med att Figaro berättar om sitt liv. Drottning Marie-Antoinettes (även hon spöke) juveler lånas till föreställningen men både Beaumarchais och Bégearss (en revolutionär) ämnar stjäla dem. Den franska kungen Louis XVI blir svartsjuk på Beaumarchais som tar sig friheter mot drottning Marie-Antoinette och de båda börjar fäktas, bara för att efter en stund inse att ingen av dem kan dö då de redan är döda/spöken. Beaumarchais teaterföreställning Figaro för Antonia är en politisk intrig där Marie-Antoinettes juveler skall överlämnas av greve Almaviva till den engelska ambassadören vid mottagning hos den turkiske ambassadören för att rädda Marie-Antoinette och hennes barn undan revolutionen. I finalen på ambassaden stjäl dock Figaro juvelerna.

### Akt II
Beaumarchais försäkrar Marie-Antoinette att konsten kan förändra historien, men historien kan inte tyglas. Illusionen bryts då Figaro skriker "Ned med drottningen!". Marie-Antoinette anklagar Beaumarchais för förräderi. Hon ber om en förnyad rättegång vid vilken Beaumarchais är åklagare. När Figaro kommer till hennes räddning omringas han av Bégearss arga revolutionärer som arresterar några av aristokraterna. Alla utom Marie-Antoinette räddas senare av Figaro och Beaumarchais. Drottningen har förlikat sig med sitt öde och finner slutligen frid i paradiset med författaren Beaumarchais.